# Kudensee (commune)
Pour les articles homonymes, voir Kudensee (homonymie).
Kudensee est une commune allemande du Schleswig-Holstein, située dans l'arrondissement de Steinburg (Kreis Steinburg), à sept kilomètres au nord-est de la ville de Brunsbüttel. Kudensee fait partie de l'Amt Wilstermarsch qui regroupe 14 communes autour de Wilster.